# Zenobija
Septimija Zenobija (palmirsko 𐡡𐡶𐡦𐡡𐡩, Btzby/Bat-Zabbai) je bila kraljica Palmirskega cesarstva v Siriji, ki je vladala v 3. stoletju n. št., * okoli 240, † okoli 274. 
Njene prednike obdajajo številne legende. Zenobija verjetno ni bila preprosta meščanka. Poročila se je z mestnim vladarjem Odenatom, ki je leta 260 postal kralj. Po zmagi nad Sasanidi je Palmiro dvignil na položaj najvišjega oblastnika na Bližnjem vzhodu in stabiliziral stanje na vzhodni meji Rimskega cesarstva. Po Odenatovem umoru je postala regentka svojega sina Vabalata. Med njegovim vladanjem je bila oblast de facto v njenih rokah.
Leta 270 je Zenobija sprožila invazijo, ki je pod njeno oblast prinesla večino rimskega vzhoda in dosegla vrhunec s priključitvijo Egipta. Do sredine leta 271 se je njeno kraljestvo razširilo od Ankire v osrednji Anatoliji do južnega Egipta, vendar je uradno ostala podrejena Rimu. 
Na pohod rimskega cesarja Avrelijana leta 272 se je odzvala z razglasitvijo svojega sina za cesarja, sama pa je privzela naslov cesarice, s čimer je razglasila odcepitev Palmire od Rima. Rimljani so jo po težkih bojih premagali. Avrelijan je oblegal njeno prestolnico in jo ujel. Ostanek svojega življenja je preživela kot izgnanka v Rimu. 
Zenobija je bila kulturna vladarica. Na svojem dvoru je spodbujala intelektualno vzdušje in ga odprla učenjakom in filozofom. Bila je strpna do svojih podložnikov in varovala verske manjšine. Vzdrževala je stabilno državno upravo, ki je vodila večkulturni multietnični imperij. Umrla je po letu 274. O njeni usodi je napisanih veliko zgodb. Njen vzpon in padec sta navdihovala zgodovinarje, umetnike in romanopisce, v Siriji pa še vedno velja za simbol domoljubja.

## Videz, ime in viri
Njen obraz je bil temno rjav, njene oči so bile črne in prodorne bolj kot običajno, njen duh je bil božansko velik in njena lepota neverjetna. Njeni zobje so bili tako beli, da so mnogi mislili, da ima namesto zob bisere.
— Historia Augusta
Rojena je bila okoli leta 240–241. Njen priimek (gentilicium) je bil Septimija, njeno palmirsko rojstno ime pa Bat-Zabbai, v palmirskem alfabetu pisano "Btzby". Njeno ime v aramejščini pomeni Zabbajeva hči. Palmirski diplomatski in drugi uradni jezik je bila grščina, ki se je uporabila v številnih palmirskih napisih. Na njih je kraljica omenjena kot Zenobija – "tista, katere življenje izhaja iz Zevsa".
Filolog Wilhelm Dittenberger je prepričan, da je ime Zenobija nastalo s transformacijo imena Zabbai. Na podoben način so se v Zenobios (moški spol) in Zenobia (ženski spol) pogosto pretvorila imena Zabeida, Zabdila, Zabbai in Zabda, če so se pisala v grščini. Zgodovinar Victor Duruy je prepričan, da je kraljica zaradi spoštovanja svojih grških podložnikov uporabljala svoje grško ime. Zgodovinar al-Tabari je v 9. stoletju v svojem zelo izmišljenem delu Tarikh al-Rusul wa al-Muluk (Zgodovina prerokov in kraljev) zapisal, da se je kraljica imenovala Na'ila al-Zabba'. Manihejski viri jo imenujejo Tadi.
Niti v Palmiri niti kje drugje niso odkrili nobenega sodobnega Zenobijinega kipa, ampak samo napise na podstavkih kipov. Napisi dokazujejo, da so kraljičini kipi nekoč obstajali. Večina Zenobijinih upodobitev so idealizirani portreti na njenih kovancih. Palmirske skulpture so bile za razliko od grških in rimskih običajno brezosebne, zato bi kip Zenobije lahko dal predstavo o njenem splošnem slogu oblačenja in nakitu, vendar ne bi razkril njenega resničnega videza. Britanski učenjak William Wright je proti koncu 19. stoletja obiskal Palmiro in zaman iskal kraljičine skulpture.
Zenobijino življenje je opisano v različnih starodavnih virih, vendar pogosto napačno ali izmišljeno; Historia Augusta, poznorimska zbirka biografij, je najvidnejši, vendar nezanesljiv, vir podatkov za to obdobje. Avtor (ali avtorji) Historiae Augustae si je zaradi pomanjkanja sodobnih virov izmislil številne dogodke in pisma, ki so jih pripisali Zenobiji. Nekatera poročila iz Historiae Augustae so potrjena iz drugih virov in so zato bolj verodostojna. Za pomemben vir za Zenobijino življenje velja bizantinski kronist Ivan Zonara.

## Poreklo, družina in zgodnje življenje
Palmirska družba je bila zmes semitskih plemen, predvsem aramejskih in arabskih. Zenobije se ne more istovetiti z nobeno od teh skupin, ker je imela kot Palmirka verjetno aramejske in arabske prednike. Podatki o Zenobijinih prednikih in neposrednih družinskih zvezah so skopi in protislovni. O njeni materi ni nič znanega, očetova identiteta pa je predmet razprav. Manihejski viri omenjajo kraljičino sestro Nafšo,ki bi lahko bila tudi Zenobija sama, ker je obstoj sestre malo verjeten.
Zenobija očitno ni bila nizkega stanu in je imela izobrazbo, primerno za dekleta iz palmirskega plemstva. Historia Augusta podrobno opisuje njeno zgodnje življenje, vendar zapisi niso zanesljivi. Njen konjiček v otroštvu naj bi bil lov. Razen maternega jezika aramejščine naj bi tekoče govorila tudi egipčansko in grško in pogovorno latinsko. Ko je bila stara štirinajst let (okoli leta 255), je postala druga žena Odenata, rasa (gospoda) Palmire. Palmirske plemiške družine so se pogosto medsebojno poročale, zato sta Zenobija in Odenat morda imela skupne prednike.

### Sodobni epigrafski dokazi
Različni zgodovinarji so na podlagi svojih domnev in arheoloških dokazov predlagali več moških, ki bi lahko bili Zenobijin oče.
Na napisih v Palmiri je večkrat omenjen Julij Avrelij Zenobij, palmirski strateg leta 231–232. Na osnovi podobnosti imen so numizmatik Alfred von Sallet in drugi predlagali Zenobija za Zenobijinega očeta. S predlogom se je strinjal tudi arheolog William Waddington, ki je predpostavljal, da je njegov kip v Veliki kolonadi stal nasproti kraljičinega kipa. Jezikoslovec Jean-Baptiste Chabot je dokazal, da je Zenobijev kip stal nasproti Odenatovega kipa, in s tem ovrgel Waddingtonovo hipotezo. Edini gentilicium (družinsko ime, priimek) na Zenobijinih napisih je Septimija in ne Julija Avrelija, ki bi ga dobila, če bi bil očetov gentilicium Avrelij. Spremembe njenega gentiliciuma v Septimija po njeni poroki se ne da dokazati.
V enem od palmirskih napisov je omenjena kot "Septimija Bat-Zabbai, hčerka Antioha". Antiohova identiteta ni dokončno znana. Njegovi predniki niso znani, ime Antioh pa je bilo v Palmiri dokaj neobičajno. Kombinacija imen je nekaj poznavalcev privedla do zaključka, da bi Antioh lahko bil njen daljni prednik. Med kandidati sta selevkidska kralja Antioh IV. Epifan in Antioh VII. Sidet, poročen s Ptolemajko Kleopatro Teo. Zgodovinarka Patricia Southern meni, da je bil Antioh Zenobijin neposredni prednik ali sorodnik in ne selevkidski kralj, ki je živel tri stoletja pred njo.
Na osnovi Zenobijinega palmirskega imena Bat Zabbai je moč sklepati, da se je Zabbai morda imenoval njen oče, čeprav bi Zabbai lahko bil tudi kakšen njen daljni prednik. Zgodovinar Trevor Bryce domneva, da je bila Zenobija sorodnica Septimija Zabbaia, poveljnika palmirske garnizije, ki bi lahko bil celo njen oče. Arheolog Charles Simon Clermont-Ganneau je poskušal združiti pomen imena Bat Zabbai z napisom, ki omenja kraljico kot Antiohovo hčerko, in predlagal obstoj bratov Zabbaia in Antioha. Zabbai naj bi umrl brez otrok, njegova vdova pa naj bi se poročila z bratom Antiohom. Ker je bila Zenobija rojena v leviratskem zakonu, je bila teoretično Zabbaijeva hči, od tod tudi njeno ime.

### Staroveški viri
Historia Augusta omenja Zenobijo kot potomko Kleopatre in trdi, da izvira iz Ptolemajske rodbine.
Suda, bizantinska enciklopedija iz 10. stoletja, omenja, da je po palmirski osvojitvi Egipta sofist Kalinik iz Petre napisal deset zvezkov zgodovine Aleksandrije, posvečene Kleopatri. Sodobni zgodovinarji menijo, da je bila Kalinikova Kleopatra Zenobija. Razen legend ni nobenih neposrednih dokazov, na primer na egipčanskih kovancih in papirusih, o sodobnem združenju Zenobije s Kleopatro. Povezavo so si morda izmislili Zenobijini sovražniki, da bi jo diskreditirali, posredni dokazi pa kažejo, da je to trdila Zenobia sama. Izjavo, ki se je nekoč pripisovala cesarju Severju Aleksandru (umrl 235), v kateri je cesar Aleksandrijo imenoval "mesto mojih prednikov" in kaže na zahtevo po ptolemajskem rodu, je verjetno dala Zenobija v imenu svojega sina Vabalata. Zenobijina domnevna trditev o povezavi s Kleopatro bi bila politično motivirana, saj bi jo povezala z Egiptom in jo naredila za zakonito naslednico Ptolemajavega prestola. Sorodstvo Zenobije s Ptolemaji je malo verjetno, poskusi klasičnih virov, da bi izsledili kraljičino poreklo preko Selevkidov do Ptolemajev, pa so ponarejeni.

#### Arabska izročila in al-Zabba
Nekateri arabski zgodovinarji povezujejo Zenobijo s kraljico iz Sabe, vendar so njihove povezave napačne. V arabskih izročilih je znana kraljica z imenom al-Zabba', najbolj romantično prikazana v al-Tabarijevih pripovedih. Bila je Amalkitka. Njen oče je bil 'Amr ibn Zarib, amalkitski šejk, ki so ga ubili Tanuhidi. Al-Tabari omenja tudi njeno sestro Zabibo. Džadkimaha ibn Malika, tanudhidskega kralja in morilca njenega očeta, je al-Zabba' ubila. Po al-Tabariju je imela al-Zabba' trdnjavo ob Evfratu in vladala v Palmiri.
Al-Tabari ne omenja niti Rimljanov niti Odenata, Vabalata in Sasanidov. Osredotoča se samo na domača plemena in njihove odnose, zavite v legende. Četudi al-Tabarijeva pripoved zagotovo temelji na zgodbi o Zenobiji, je verjetno združena z zgodbo o pollegendarni nomadski arabski kraljici (ali kraljicah). Al-Zabbina trdnjava je bila verjetno Halabije, ki jo je obnovila zgodovinska palmirska kraljica in jo preimenovala v Zenobijo.

## Kraljica Palmire

### Kraljica soproga
V prvih stoletjih našega štetja je bila Palmira podrejena Rimu in del province Sirija Fenicija. Leta 260 se je rimski cesar Valerijan odpravil na pohod proti sasanidskemu kralju Šapurju I., ki je napadel vzhodne pokrajine Rimskega cesarstva. Valerijan je bil v bitki pri Edesi poražen in ujet. Odenat, uradno zvest Rimu in cesarju Galienu, se je razglasil za kralja Palmire. Uspešno je izvedel pohod proti Perzijcem in bil leta 263 kronan za kralja Vzhoda. Za sovladarja je imenoval svojega sina Herodijana. Odenat ob kraljevem dobil še več drugih visokih naslovov, med katerimi je bil najpomembnejši corrector totius orientis (guverner celega Vzhoda). Vladal je na rimskem ozemlju od Črnega morja do Palestine. Leta 267, ko je bila Zenobija stara okoli trideset let, sta bila Odenat in njegov najstarejši sin po vrnitvi z vojnega pohoda umorjena.
Prvi napis, ki omenja Zenobijo kot kraljico Palmire, je bil napisan dve ali tri leta po Odenatovi smrti, zato je natančen datum njene pridobitve naslova "kraljica Palmire" nezanesljiv. Naslov je dobila verjetno ob kronanju njenega moža. Kot kraljica soproga je Zenobija ostala v ozadju in v zgodovinskih zapisih ni omenjena. Kasnejši zapisi, vključno z zapisi Giovannija Boccaccia, omenjajo, da je na vojnih pohodih spremljala svojega moža. Če so ti podatki točni, je Zenobija verjetno krepila moralo vojakov in s tem pridobivala politični vpliv, potreben v njeni kasnejši karieri.

#### Zenobijina mogoča vpletenost v Odenatov umor
Historia Augusta omenja, da je Odenata umoril njegov bratranec Meonij. Po pisanju v istem viru je Odenat za svojega sovladarja imenoval Heroda, svojega sina iz prvega zakona. Zenobija je takrat začela z Meonijem kovati zaroto, ker ni želela, da bi njen pastorek in ne ona in njeni otroci nasledil soprogov prestol.  Historia Augusta ne omenja, da je bila Zenobija vključena v dogodke, ki so privedli do soprogovega umora. Dejanje pripisuje degeneriranemu in ljubosumnemu Meoniju. Ti dogodki so po mnenju zgodovinarja Alarica Watsona izmišljeni. Nekateri sodobni zgodovinarji menijo, da je bila Zenobija zaradi političnih ambicij in nasprotovanja soprogovi prorimski politiki vpletena v Odenatov umor, vendar je v prvih letih po prihodu na prestol nadaljevala njegovo politiko.

### Regentka
Po pisanju Historiae Augustae je malo časa kot cesar vladal Meonij, preden so ga ubili njegovi vojaki. Njegovo vladanje ni dokazano v nobenem napisu ali zapisu. V času Odenatovega umora je bila Zenobija verjetno s svojim možem, ki je bil po poročanju kronista Jurija Sinkela ubit blizu Herakleje Pontske v Bitiniji. Zdi se, da je prenos oblasti po njegovi smrti potekal gladko, saj Sinkel poroča, da je vojska krono predala Zenobiji že naslednji dan po umoru. Zenobija bi takrat lahko bila tudi v Palmiri, vendar bi to zmanjšalo verjetnost nemotenega prenosa oblasti. Vojaki bi za novega cesarja lahko izbrali enega od svojih častnikov, zato je bolj verjeten scenarij, da je bila takrat z možem. Zgodovinski zapisi so enotni, da se Zenobija ni borila za prevlado, niti ni dokazov o zamudi pri prenosu prestola na Odenatovega in Zenobijinega devetletnega sina Vabalata. Čeprav Zenobija nikoli ni trdila, da je samostojna vladarica, ampak regentka, je imela v svojih rokah vse vzvode oblasti. Vabalat je bil v materini senci in ni nikoli uveljavil svoje prave oblasti.

#### Utrjevanje oblasti
Palmirska monarhija je bila nova. Zvestoba v njej je temeljila na zvestobi Odaenatu, zaradi česar je bil prenos oblasti na njegovega naslednika težji, kot bi bil v uveljavljeni monarhiji. Odenat je poskušal zagotoviti prihodnost dinastije s kronanjem svojega najstarejšega sina za sokralja, vendar sta bila oba umorjena. Zenobija je poskušala zagotoviti nasledstvo in ohraniti zvestobo podložnikov s poudarjanjem kontinuitete med pokojnim možem in njegovim (in njenim) sinom in naslednikom Vabalatom.< Sin je takoj prevzel vse očetove vladarske naslove in je na njegovem prvem znanem napisu omenjen kot kralj kraljev.
Odenat je vladal na obsežnem ozemlju na rimskem Vzhodu in bil najvišja politična in vojaška avtoriteta v regiji, višja od guvernerjev tamkajšnjih rimskih provinc. Njegov samoustvarjen status je formaliziral cesar Galien, ki ni imel druge izbire, kot da je privolil. Odenatova oblast je bila v primerjavi z oblastjo cesarja in Rima brez primere in elastična, vendar so odnosi med njimi ostali nemoteni vse do njegove smrti. Njegov umor je pomenil, da je bilo treba razjasniti avtoriteto in položaj palmirskih vladarjev, kar je privedlo do spora. Rimski dvor je na Odenata gledal kot na imenovanega rimskega uradnika, ki je svojo oblast dobil od cesarja, palmirnski dvor pa je njegov položaj imel za dednega. Konflikt je bil prvi korak na poti do vojne med Rimom in Palmiro.
Odenatovi rimski naslovi, kot so dux Romanorum, corrector totius orientis in imperator totius orientis, so se razlikovali od kraljevih na vzhodu, ker niso bili dedni. Vabalat je bil zakonit zahtevnik svojega kraljevskega naslova, vendar ni imel pravic do rimskih naslovov, predvsem do naslova corrector, ki je v rimskem sistemu pomenil visokega vojaškega častnika in upravitelja province. Zenobija je naslov kljub temu uporabila za svojega sina na že omenjenem napisu. Rimski cesarji so sprejeli kraljevo nasledstvo, prevzem rimskega vojaškega naslova pa je bil v nasprotju z rimskimi zakoni. Cesar Galien se je v poskusu ponovne vzpostavitve osrednje oblasti morda odločil posredovati.  Po pisanju Historiae Augustae je na vzhod poslal pretorskega prefekta Avrelija Heraklijana, da bi uveljavil cesarsko oblast, vendar ga je palmirska vojska odbila. Opis dogodkov je sporen, ker je Heraklijan sodeloval v Galienovem umoru leta 268. Odenat je bil umorjen malo pred Galienom, zato Heraklijan ni mogel oditi na vzhod, se spopasti s Palmirci in se pravočasno vrniti na zahod in sodelovati v zaroti proti cesarju.

##### Zgodnje vladanje
Zenobijino vladanje na zelo obširnem ozemlju je na začetku njenega vladanja vprašljivo. Zgodovinar Fergus Millar meni, da je bila njena oblast do leta 270 omejena na Palmiro in Emeso. Če je res bilo tako, so bili dogodki leta 270, v katerem je Zenobija osvojila Levant in Egipt, izjemni. Southern in zgodovinar Udo Hartmann menita, da je kraljica verjetneje vladala na ozemljih, ki jih je nadziral njen pokojni mož. Njuno mnenje podpirajo tudi antični viri, med njimi rimski zgodovinar Evtropij, ki je zapisal, da je kraljica »nasledila moževo oblast«. Historia Augusta omenja, da je Zenobija prevzela oblast na vzhodu med Galienovim vladanjem. Dodatni dokaz za širjenje ozemlja je izjava bizantinskega zgodivinarja Zosima, da je imela kraljica rezidenco v Antiohiji.
V antičnih, Zenobiji sovražnih virih, ni nobenega zapisa o nemirih, ki bi spremljali njen vzpon, kar kaže na odsotnost resnega nasprotovanja novemu režimu. Najresnejši kandidati za odpor so bili rimski provincialni guvernerji, vendar noben vir ne omenja, da bi Zenobija napadla katerega od njih, ali da bi jo kateri od njih poskušal odstaviti. Hartmann domneva, da so guvernerji in vojaški poveljniki vzhodnih provinc sprejeli in podprli Vabalata kot Odenatovega naslednika. Zenobija se je na začetku svojega regentstva osredotočila na zavarovanje meje s Perzijo in pacificiranje Tanukidov v Hauranu. Na meji s Perzijo je utrdila veliko naselij na Evfratu, vključno s citadelama v Halabiji, kasnejši Zenobiji, in Zalabiji. Posredni dokazi kažejo na spopade s sasanidsko Perzijo. Vabalat je, verjetno leta 269, dobil zmagovalni naslov Persicus Maximus – veliki zmagovalec nad Perzijci. Naslov bi lahko bil povezan z nezabeleženo bitko s perzijsko vojsko, ki poskuša osvojiti severno Mezopotamijo. Obtožbe so neutemeljene, ker je Zenobija utrjevala mejo s Perzijo.

#### Širjenje
Medtem ko je Galienov naslednik Klavdij II. Gotski leta 269 branil meje Italije in Balkana pred germanskimi napadalci, je Zenobija utrjevala svojo oblast. Rimski uradniki na vzhodu so bili ujeti med zvestobo cesarju in Zenobiji. Potek dogodkov in kraljičine odločitve, da za okrepitev oblasti uporabi vojsko, so nejasni. Zgodovinar Gary K. Young je domneval, da so rimski uradniki zavračali priznanje njene oblasti in je morala proti njim uporabiti vojsko. Mogoče je tudi, da sta šibkost centralne rimske vlade in nesposobnost obrambe vzhodnih provinc verjetno prepričali Zenobijo, da je edini način za ohranitev stabilnosti na Vzhodu neposredna oblast v regiji. Zgodovinar Jacques Schwartz je Zenobijine ukrepe povezoval s palmirskimi gospodarskimi interesi, ki jih je ogrozila nesposobnost Rima. Schwartz omenja tudi navzkrižje interesov: trgovsko blago, ki je potovalo skozi Palmiro, je bilo preusmerjeno v Bostro in Egipt.{sfn|Young|2003|p= 164}} Tanukidi iz okolice Bostre in trgovci iz Aleksandrije so se verjetno želeli otresti palmirske dominacije, kar je sprožilo Zenobijine vojaške posege.

##### Sirija in invazija naArabio Petraeo
Spomladi leta 270, ko se je Klavdij vojskoval z Goti v gorah Trakije, je Zenobija poslala svojega generala Septimija Zabdasa v napad na Bostro, glavno mesto province Arabia Petraea. Čas za napad je bil očitno skrbno izbran. Rimski guverner (dux) Tras, poveljnik III. legije Cirenajka, je bil v napadu poražen in ubit. Zabdas je izropal mesto in porušil tempelj Jupitra Hamona, svetišče III. legije. Zenobijino uničenje mesta potrjuje naslednji latinski napis, napisan po njenem padcu: "Tempelj Jupitra Hamona, ki so ga uničili sovražniki iz Palmire, ki so ga ... ponovno zgradili, s srebrnim kipom in železnimi vrati (?)". Palmirci so med svojimi prizadevanji, da si podredijo Tanukide, morda uničili tudi mesto Umm el-Džimal.
General Zabdas je po zmagi nadaljeval pohod na jug ob reki Jordan in naletel na malo odpora. Dokazi kažejo, da je z majhnim oddelkom vojske napadel Petro. Palmirci so nazadnje zasedli celo Arabijo in Judejo. Njihovo dominacijo v Arabiji dokazujejo številni miljniki z Vabalatovim imenom. Zasedba Sirije je bila lažja, ker je imela Zenobija tam krepko podporo, zlasti v tradicionalni sirski prestolnici Antiohiji. Invazija na Arabijo je sovpadala s prenehanjem proizvodnje kovancev v Klavdijevem imenu v antiohijski kovnici, kar kaže, da je Zenobija začela krepiti svoj nadzor nad Sirijo. Novembra 270 je kovnica začela kovati denar z Vabalatovim imenom.
Na arabskih miljnikih je bil palmirski kralj Vabalat predstavljen kot rimski guverner in vojaški poveljnik - vir clarissimus rex consul imperator dux Romanorum. Prevzem naslovov je bil verjetno mišljen za legitimacijo Zenobijine oblasti v provinci, ne pa še za uzurpacijo cesarskega naslova. Doslej bi se za Zenobijo lahko reklo, da je delovala kot predstavnica cesarja, ki je varovala vzhodne dežele cesarstva, medtem ko je bil rimski cesar zavzet z boji v Evropi. Čeprav so Vabalatovi naslovi pomenili neprikrito zahtevo po cesarskem prestolu, jih je Zenobija še vedno lahko upravičila in ohranila masko podrejenosti Rimu. Rimski naslov imperator je namreč pomenil vojaškega poveljnika in ne cesarja (imperator caesar).

##### Priključitev Egipta in pohodi v Malo Azijo
Invazijo na Egipt včasih razlagajo z Zenobijino željo, da si zagotovi alternativno trgovsko pot do Evfrata, ki je bila presekana zaradi vojne s Perzijo. Ta teorija ne upošteva niti dejstva, da je bila pot do Evfrata le delno prekinjena, niti Zenobijinih ambicij. Datum kampanje je nezanesljiv: Zosim jo umešča v obdobje po bitki pri Nišu in pred Klavdijevo smrtjo, se pravi v poletje leta 270. Watson, ki poudarja dela Zonara in Sinkela ter zavrača Zosimovo poročilo, postavlja invazijo v oktober 270, se pravi po Klavdijevi smrti. Po Watsonovem mnenju je bila okupacija Egipta oportunistična poteza Zenobije, ki jo je k temu spodbudila novica o Klavdijevi smrti avgusta 270. Pojav Palmircev na vzhodni meji Egipta naj bi prispeval k nemirom v provinci, katere družba je bila razdeljena; Zenobija je imela med Egipčani podpornike in nasprotnike.
Položaj Rimljanov v Egiptu je poslabšala odsotnost prefekta Tenagina Proba, ki se je boril s pirati. Po Zosimu je Palmircem pomagal egipčanski general Timagen. General Zabdas je Egipt napadel s 70.000 vojaki in premagal vojsko 50.000 Rimljanov.< Palmirci so po zmagi umaknili glavnino svoje vojske in v Egiptu pustili smo 5.000 vojakov. Tenagin Prob je do začetka novembra zbral vojsko in se vrnil, pregnal Palmirce in ponovno zasedel Aleksandrijo, zato se je Zabdas vrnil v Egipt. Napadel je Aleksandrijo, kjer je imel, tako se zdi, lokalno podporo. Osvojil je Aleksandrijo, rimski prefekt pa je pobegnil na jug. Zadnja bitka je bila pri trdnjavi Babilonski trdnjavi, kamor se je zatekel Tenagin Prob. Rimljani so imeli prednost, ker so skrbno izbrali tabor. Timagen, ki je očitno poznal teren, je napadel rimsko zaledje. Tenagin Prob je naredil samomor in Egipt je postal del Palmirskega cesarstva. Historia Augusta omenja, da so bili med Zenobijinimi zavezniki tudi Blemiji. Gary K. Young navaja napad Blemijev in zasedbo Koptosa leta 268 kot dokaz palmirsko-blemijskega zavezništva.
Dve invaziji omenja samo Zosim. Njegova trditev je v nasprotju z mnenjem številnih znanstvenikov, ki trdijo, da se palmirska vojska po začetni invaziji ni umaknila. Sledila je okrepitev, ki je do konca leta 270 zavzela Aleksandrijo. Rim se je med invazijo na Egipt zapletel v nasledstveni spor med Klavdijevim bratom Kvintilom in generalom Avrelijanom. Egiptovski papirusi in kovanci potrjujejo vladavino Palmire v Egiptu. Dokumenti na papirusu se zaradi nasledstvene krize niso pisali od septembra do novembra 270. Cesarsko datiranje se je ponovno začelo decembra med vladanjem cesarja Avrelijana in Zenobijinega sina Vabalata. Egiptovski kovanci z imeni Avrelijana in palmirskega kralja so se začeli kovati novembra 270. Za to, da je Zenobija kdaj obiskala Egipt, ni nobenega dokaza.
Vojaške operacije v Mali Aziji so se morda začele že pod Zabdasovim namestnikom Septimijem Zabajem, stekle pa so šele po Zabdasovem prihodu spomladi 271. Palmirci so priključili Galatijo in, po Zosimu, prodrli do Ankire.  Bitinija in Kizik sta ostala izven Zenobijinega dosega, poskus osvojitve Kalcedona pa je spodletel. Pohod v Malo Azijo je slabo dokumentiran. Zahodna Mala Azija vsekakor ni bila pod Zenobijino oblastjo. V Mali Aziji se ni koval denar z Zenobijinim ali Vabalatovim portretom niti ni bil odkrit kakšen palmirski kraljevi napis. Do avgusta 271 se je Zabdas vrnil v Palmiro. Palmirsko cesarstvo je doseglo svoj vrh.

#### Vladanje
Zenobija je vladala cesarstvu različnih ljudstev. Kot Palmirka je bila vajena jezične in kulturne raznolikosti, saj je mesto sprejelo številne kulte. Cesarstvo je bilo kulturno razdeljeno na vzhodnosemitski in helenistični del. Zdi se, da je Zenobija uspešno pritegnila vse etnične, kulturne in politične skupine v regiji. Združevala podobo sirskega monarha, helenistične kraljice in rimske cesarice in za svojo stvar pridobila široko podporo.

##### Kultura
Zenobija je svoj dvor pretvorila v središče učenosti, v katerem so med njenim vladanjem delovali številni intelektualci in sofisti. Palmira je po prihodu akademikov nadomestila klasična središča, kot so za Sirijce bile Atene. Najbolj znan dvorni filozof je bil Kasij Longin, ki je tja prišel že med Odenatovim vladanjem in postal Zenobijin učitelj impadeia (aristokratska izobrazba). Številni zgodovinarji, vključno z Zosimom, so obtožili Longina, da je vplival na kraljico, da je nasprotovala Rimu. Ta pogled kaže na kraljičino prilagodljivost, vendar Zenobijinih dejanj ni mogoče v celoti pripisati Longinovemu vplivu. Med drugimi intelektualci, povezanimi s palmirskim dvorom, sta bila Nikostrat iz Trapeza in Kalinik iz Petre.
Od 2. do 4. stoletja so sirski intelektualci trdili, da se grška kultura ni razvila v Grčiji, ampak je bila prevzeta z Bližnjega vzhoda. Po Jamblihu iz Halkide so veliki grški filozofi uporabili bližnjevzhodne in egipčanske ideje. Na palmirskem dvoru je verjetno prevladovala ta miselna šola s spremljajočo intelektualno pripovedjo, ki je Palmirsko dinastijo predstavljala kot rimsko cesarsko dinastijo, ki je nasledila perzijske, selevkidne in ptolemajske vladarje, ki so nekoč vladali v regiji, in iz katere je domnevno izvira helenistična kultura. Nikostrat je napisal zgodovino Rimskega cesarstva od Filipa Arabca do Odenata. Slednjega je predstavil kot zakonitega cesarskega naslednika in primerjal njegove uspehe s katastrofalnimi vladavinami drugih cesarjev.
Zenobija se je v Egiptu lotila več obnov. Eden od Memnonovih kolosov je v antiki slovel po petju. Zvok je bil verjetno posledica razpok v kipu, sončni žarki pa so se poigravali z roso v razpokah. Zgodovinar Glen Bowersock je domneval, da je kraljica kolos obnovila in ga "utišala", kar bi pojasnilo poročila, da kolos v 4. stoletju vi več pel.

##### Religija
Zenobija je prakticirala palmirsko poganstvo, ki je častilo številne semitske bogove z Belom na čelu panteona. Zenobija je sprejemala tudi kristjane in Jude, Starodavni viri navajajo številne trditve o kraljičinem verskem prepričanju. Manihejski viri trdijo, da je bila Zenobija ena od njih. Rokopis iz leta 272 omenja, da je kraljica Palmire podpirala manihejce pri ustanavljanju skupnosti v Abidarju, ki je bil pod oblastjo kralja Amarōja. Kralj bi lahko bil lakmidski kralj Amr ibn Adi.  Bolj verjetno je mišljenje, da je Zenobija dopuščala vse kulte, da bi dobila podporo skupin, ki jih je Rim marginaliziral.
Aleksandrijski škof Atanazij je zapisal, da Zenobija ni "predala cerkva Judom, da bi jih preuredili v sinagoge". Kraljica, ki sicer ni bila kristjanka, se je zavedala moči škofov v krščanskih skupnostih. V Antiohiji, ki je veljala za predstavnico političnega nadzora Vzhoda in imela veliko krščansko skupnost, je Zenobija očitno ohranila oblast nad cerkvijo tako, da je pod svoje okrilje vzela vplivne klerike, verjetno tudi Pavla iz Samosate. Pavlu je morda podelila naslov decunarius (nižji sodnik). Pavel je očitno užival kraljičino zaščito, ki mu je pomagala obdržati naslov antiohijskega škofa, dokler ga ni s tega položaja leta 268 odstavila škofovska sinoda.

###### Judovstvo
Manj kot sto let po Zenobijinevem vladanju jo je Atanazij Aleksandrijski v svoji Zgodovini arijanstva  imenoval Judinja. Leta 391 je nadškof Janez Zlatousti zapisal, da je bila Zenobija Judinja. Za Judinjo sta jo imela tudi sirski letopisec okoli leta 664 in škof Bar Hebreus v 13. stoletju. Francoski učenjak Javier Teixidor je menil, da je bila verjetno spreobrnjenka v judovstvo, kar dokazuje z njenimi tesni odnosi z rabini. Teiksidor je bil prepričan, da se je Zenobija začela zanimati za judovstvo, ko je filozof Longin govoril o filozofu Porfiriju in njegovem zanimanju za Staro zavezo. Čeprav so bili talmudski viri sovražni do Palmire zaradi Odenatovega zatiranja Judov iz Nehardeje, je Zenobija očitno imela podporo nekaterih judovskih skupnosti, zlasti v Aleksandriji.
V Kairu je bila najdena plošča z napisom, ki potrjuje podelitev imunitete judovski sinagogi v zadnji četrtini 1. tisočletja pr. n. št. Podelil jo je kralj Ptolomaj Everget (I. ali II.). Veliko kasneje je bila plošča ponovno napisana v spomin na obnovitev imunitete "po ukazu kraljice in kralja". Plošča ni datirana, črke pa kažejo na obdobje, daleč po Kleopatri in Marku Antoniju. Edina kandidata za kralja in kraljico Egipta, ki sta vladala po Ptolemajih, sta Zenobija in njen sin.
Zgodovinarka E. Mary Smallwood je zapisala, da Zenobijini dobri odnosi z judovsko diasporo še niso pomenili, da so bili Judje iz Palestine zadovoljni z njenim vladanjem. V Terumotu, šesti razpravi Seder Zeraim, je zgodba, kako sta amorejski rabin Ammi in rabin Samuel bar Nahmani obiskala Zenobijin dvor s prošnjo, naj osvobodi Juda  (Zeir bar Hinena), zaprtega na njen ukaz. Zenobija ju je zavrnila, rekoč:  "Zakaj sta ga prišla osvobajat? On uči, da vaš stvarnik za vas dela čudeže. Zakaj ga ne reši Bog?” Med Avrelijanovim pustošenjem Palmire, so palestinski naborniki s "palicami in gorjačami" morda bili Judje in odigrali pomembno vlogo pri Zenobijinem porazu in uničenju njenega mesta.
Nobenega dokaza ni, da je bila Zenobija rojena kot Judinja. Imena članov njene in moževe družine so aramejska. Idejo, da je bila spreobrnjenka, je verjetno sprožilo kraljičino domnevno pokroviteljstvo Pavla iz Samosate, ki je bil obtožen "judaiziranja". Zenobijino judovstvo omenjajo samo krščanski viri in noben judovski vir.

##### Uprava
Kraljica je verjetno večino svojega vladanja preživela v Antiohiji, upravni prestolnici Sirije. Pred monarhijo je imela Palmira institucije grškega mesta (polis) in ji je vladal senat, ki je bil odgovoren za večino civilnih zadev. Odenat in za njim Zenobija sta ohranila obstoječe palmirske ustanove. Kraljica je kljub temu očitno vladala avtokratsko. Septimij Vorod, Odaenatov podkralj in eden najpomembnejših uradnikov Palmire, je po Zenobijinem vzponu izginil iz zapisov. Kraljica je odprla vrata svoje vlade vzhodnemu plemstvu.  Zenobijina najpomembnejša dvorjana in svetovalca sta bila njena generala Septemij Zabdas in Septimij Zabaj. Oba sta bila generala že pod Odenatom in sta od njega prejela gentilicij (priimek) "Septimij".
Odenat je spoštoval privilegij rimskega cesarja, da je imenoval guvernerje provinc.  Zenobija je na začetku vladanja to politiko nadaljevala. V vsakodnevno upravljanje se ni vmešavala, verjetno pa je imela moč ukazovati guvernerjem pri organizaciji obrambe meja. Med uporom je ohranila rimske oblike uprave, vendar je sama imenovala guvernerje, predvsem v Egiptu, kjer je leta 270 oblast prevzel Julij Marcelin. Leta 271 mu je sledil Statilij Amijan.

###### Sporazum z Rimom
Zenobija se je sprva izogibala provociranju Rima, da bi zase in za sina zahtevala naslove, podedovane po Odenatu, rimskem podložniku in branilcu rimske vzhodne meje. Zdi se, da je po razširitvi svojega ozemlja poskušala biti priznana kot cesarska partnerica v vzhodni polovici cesarstva in je svojega sina predstavljala kot podrejenega cesarju. Konec leta 270 je začela kovati denar s portretoma Avrelijana in Vabalata. Avrelijan je bil naslovljen kot cesar in Vabalat kot kralj. Cesarsko leto na zgodnjih primerkih kovancev je bilo samo Avrelijanovo. Od marca 271 je bil Avrelijan še vedno prikazan kot vrhovni vladar in bil v formuli za datiranje imenovan prvi, na kovancih pa se je začelo pisati tudi Vabalatovo vladarsko leto. Njegova vladarska leta so se začela šteti leta 267, se pravi tri leta pred Avrelijanovimi, on sam pa je bil prikazan kot Avrelijanov starejši kolega.
Cesarjev blagoslov palmirske oblasti je vprašljiv. O Avrelijanovem sprejetju palmirske vladavine v Egiptu je mogoče sklepati iz Oksirhinkih papirusov, datiranih po Avrelijanovih in Vabalatovih vladarskih letih. Uradni dogovor ni dokazan na nobenem dokumentu. Dokazi temeljijo izključno na papirusih in skupnem datiranju kovancev. Da bi Avrelijan sprejel takšno delitev oblasti, je malo verjetno, vendar zaradi kriz na zahodu leta 271 ni mogel ukrepati. Njegovo očitno odobravanje Zenobijinih dejanj je bilo morda zvijača, da bi ji dal lažni občutek varnosti, medtem ko se je pripravljal na vojno. Drug razlog za Avrelijanovo strpnost je morda bila njegova želja po zagotavljanju stalne dobave egiptovskega žita v Rim. Nikjer ni zabeleženo, da je bila dobava žita prekinjena. Leta 270 so ladje z žitom plule v Rim kot običajno. Nekateri sodobni učenjaki, kot je Harold Mattingly, trdijo, da je Klavdij II. Gotski sklenil z Zenobijo uradni sporazum, ki pa ga Avrelijan ni upošteval.

#### Cesarica in odkrit upor proti Rimskemu cesarstvu
Napis iz avgusta 271, najden v Palmiri, imenuje Zenobijo eusebes  (pobožna). Na naslov, ki so ga sicer uporabljali rimski cesarji, bi lahko gledali kot kraljičin korak do cesarskega naslova. Na drugem napisu se omenja kot sebaste, kar je grški ekvivalent cesarice (latinsko Augusta), in bi lahko pomenil priznanje rimskega cesarja. V poznem letu 271 se na računih za egiptovsko žito Avrelijan in Vabalat imenujeta avgusta (Augusti). Palmira je nazadnje uradno prekinila odnose z Rimom. Aleksandrijska in Antiohijska kovnica sta aprila 272 s kovancev odstranili Avrelijanov portret in izdali nove tetradrahme v Vabalatovem in Zenobijinem imenu, na katerih sta se imenovala Avgust oziroma Avgusta.
Zenobijin prevzem cesarskih naslovov je pomenil uzurpacijo, objavo neodvisnosti od Avrelijana in odprt upor proti njemu. Časovni okvir dogodkov in vzrok za Zenobijino razglasitev za cesarico sta nejasna. V drugi polovici leta 271 se je Avrelijan odpravil na pohod na vzhod, a ga je moral odložiti zaradi Gotov na Balkanu. Dogodki so Zenobijo morda vznemirili in spodbudili k prevzemu cesarskega naslova. Kraljica se je hkrati verjetno zavedala neizogibnosti odprtega konflikta z Avrelijanom in se odločila, da bi bilo hlinjenje podrejenosti nekoristno. Menila je tudi, da bi prevzem cesarskega naslova združil vojsko za njeno stvar. Zdi se, da je bila Avrelijanova kampanja glavni razlog za palmirsko razglasitev cesarstva in odstranitev njegovega portreta z Zenobijinih kovancev.

#### Padec
Uzurpacija, ki se je začela konec marca ali v začetku aprila 272, se je končala avgusta istega leta. Avrelijan je zimo 271–272  preživel v Bizancu in verjetno aprila 272 preko Bosporja odšel v Malo Azijo.  Galatija je zlahka padla, ker so Palmirci očitno umaknili svoje vojaške posadke. Glavno mesto province Ankira je bila osvojena brez boja. Vsa mesta v Mali Aziji so odprla svoja vrata rimskemu cesarju. Upirala je se samo Tiana, preden se je predala. Avrelijanu se je odprla pot za invazijo na Sirijo, središče Palmircev. Sočasna rimska odprava je maja 272 dosegla Egipt. Rimljani so do začetka junija zavzeli Aleksandrijo, tretji teden junija pa še preostali Egipt. Zdi se, da je Zenobija umaknila večino svoje vojske tudi iz Egipta, da bi se osredotočila na obrambo Sirije. Njena izguba bi pomenila konec Palmire.
Maja 272 se je Avrelijan odpravil proti Antiohiji. Približno 40 kilometrov severno od mesta je v bitki pri Imah premagal palmirsko vojsko pod poveljstvom generala Zabdasa. Zenobija se je po porazu s svojo vojsko umaknila iz Antiohije v Emeso.  Da bi prikrila poraz in naredila svoj umik varnejši, je širila poročila, da je bil Avrelijan ujet. Zabdas je našel moža, ki je bil podoben rimskemu cesarju, in z njim paradiral skozi Antiohijo. Naslednji dan je v mesto vstopil Avrelijan, preden je odšel na jug.  Potem ko je premagal palmirski garnizon južno od Antiohije, je nadaljeval pohod, da bi se v bitki pri Emesi spopadel z Zenobijo.
Na ravnini pred Emeso se je zbrala palmirska vojska s 70.000 vojaki. V začetnem navdušenju in želji po čimprejšnji zmagi je hitro napadla in prekinila svoje vrste, kar je omogočilo rimski pehoti, da je napadla njen bok. Poražena Zenobija se je po nasvetu svojega vojnega sveta odpravila v svojo prestolnico in za seboj pustila svojo zakladnico. V Palmiri se je pripravila na obleganje. Avrelijan je blokiral oskrbovalne poti in se verjetno začel pogajati. Historia Augusta omenja, da je Zenobija zagrozila, da se bo proti Avrelijanu borila s pomočjo svojih perzijskih zaveznikov. Zgodbo si je verjetno izmislil in uporabil Avrelijan, da bi Zenobijo povezal z največjim sovražnikom Rima.
Če bi takšno zavezništvo obstajalo, bi izbruhnila velika obmejna vojna, vendar se to ni zgodilo. Ko so se razmere poslabšale, je kraljica odšla iz mesta v Perzijo in nameravala poiskati pomoč pri nekdanjem sovražniku Palmire. Po Zosimu je jahala "kamelo, najhitrejšo v svoji pasmi in hitrejšo od katerega koli konja".

## Ujetništvo
Avrelijan je za bežečo kraljico poslal oddelek vojakov, ki jo je ujel, preden ji je uspelo priti preko Evfrata v Perzijo. Palmira je kapitulirala kmalu potem, ko je avgusta 272 izvedela za Zenobijino ujetje. Avrelijan je njo in sina poslal v Emeso na sojenje. Kraljici je sledila večina palmirske elite, vključno z Longinom. Po pisanju Historiae Augustae in Zosima je Zenobija za svoja dejanja krivila svoje svetovalce, vendar sojenja ne opisuje noben sodobni vir, ampak samo kasnejši, njej sovražni rimski viri. Kraljičina strahopetnost po porazu je bila verjetno Avrelijanova propaganda. Cesarju je namreč koristilo, da je Zenobijo naslikal kot sebično in izdajalsko, kar naj bi Palmirce odvrnilo od tega, da bi jo častili kot junakinjo. Avrelijan je dal usmrtiti večino svojih ujetnikov, Zeobiji in sinu pa je prizanesel, da bi z njo paradirali v svojem načrtovanem triumfu v Rimu.
Zenobijina usoda po sojenju v Emesi je negotova, saj so stari zgodovinarji pustili nasprotujoča si poročila. Zosim je zapisal, da je umrla na poti v Rim, še preden je prečkala Bospor. Po tem poročilu je kraljica zbolela ali umrla od lakote. Na splošno nezanesljiv kronist Ivan Malala je zapisal, da je Avrelijan ponižal Zenobijo tako, da je na dromedarju paradirala po vzhodnih mestih. V Antiohiji jo je cesar dal za tri dni prikleniti na pobočju nad hipodromom, da je bila na ogled mestnemu prebivalstvu. Malala je svoje poročilo zaključil z zapisom, da se je Zenobija pojavila v Avrelijanovem triumfu in bila nato obglavljena.
Večina starodavnih zgodovinarjev in sodobnih znanstvenikov se strinja, da je bila Zenobija prikazana v Avrelijanovem triumfu leta 274. Zosim je edini vir, ki omenja, da je kraljica umrla, preden je prispela v Rim, zaradi česar je njegovo poročilo vprašljivo. Javno ponižanje, o katerem piše Malala, je verjetno, saj bi Avrelijan verjetno želel javno objaviti svoje zatrtje upora v Palmiri. Zenobijino obglavljenje opisuje samo Malala. Po mnenju drugih zgodovinarjev je po Avrelijanovem triumfu niso usmrtili. Historia Augusta piše, da je dal Avrelijan Zenobiji vilo v Tiburju v bližini Hadrijanove vile, kjer je živela s svojimi otroki. Zonara je zapisal, da se je Zenobija poročila s plemičem, Sinkel pa, da se je poročila z rimskim senatorjem. Vila, v kateri je domnevno živela, je postala rimska turistična zanimivost.

## Naslovi
Kraljica je svoj visok položaj dosegla zaradi mladoletnosti svojega sina. Herodijanovemu kronanju v čast so leta 263 v Palmiri postavili kip. Po napisu na podstavku sodeč sta postavitev naročila takratna diumvira - magistrat Palmire Septimij Vorod in kraljičin zakladnik Julij Avrelij. Zenobija je na njem omenjena kot kraljica, se pravi, da je naslov uporabljala že med Odenatovim vladanjem.
Napis na miljniku na cesti med Palmiro in Emeso, datiran v zgodnje obdobje njenega vladanja, jo naslavlja "vzvišena kraljica, mati kralja kraljev". Napis je prvi, ki omenja njen uradni položaj. Enako je naslovljena tudi na svinčenem žetonu iz Antiohije.
Najzgodnejša potrditev Zenobije kot kraljice Palmire je napis na podstavku kipa, ki sta ga postavila generala Zabdas in Zabaja avgusta 271. Na njem je omenjena kot "najslavnejša in pobožna kraljica". Na nedatiranem miljniku, najdenem v bližini Biblosa, je Zenobija naslovljena sebaste (cesarica). Kraljica ni bila nikoli priznana kot edini monarh v Palmiri, čeprav je bila de facto suveren cesarstva. V napisih je vedno povezana z možem ali sinom, razen v Egiptu, kjer se je nekaj kovancev kovalo samo v njenem imenu. Na kovancih je Zenobija privzela naslov avgusta (cesarica) leta 272 in vladala pod vladarskim imenom Septimija Zenobija Avgusta.

## Potomci
Ali je imela Zenobija poleg Vabalata še kakšnega drugega otroka, ni jasno. Njihova domnevna identiteta je predmet znanstvenih razprav. 
Na odtisu Vabalatovega pečata je podoba otroka z imenom Hairan (II.), ki bi lahko bil Vabalatov brat, vendar na pečatu ni niti datuma niti imena matere. Udo Hartmann enači Odenatovega sina Herodijana s Hairanom I., Odenatovim sinom, ki se pojavlja v palmirskih napisih že leta 251. David S. Potter je v nasprotju z njim predlagal, da je Hairan II. Zenobijin sin, Hairan I. pa Odenatov sin Herodijan. Nathanael Andrade je trdil, da so Hairan I., Herodijan in Hairan II. ista oseba, in zavračal obstoj kakšnega drugega Hairana.
Sporni palmirski napisi omenjajo mater kralja Septimija Antioha, ne omenjajo pa njenega imena. Nekaj znanstvenikov meni, da je to bila Zenobija, drugi pa njihovo mnenje zavračajo. Septimij Antioh bi lahko bil Vabalatov mlajši brat ali predstavljen kot tak iz političnih razlogov. Antioh je bil razglašen za cesarja leta 273, ko se je Palmira drugič uprla Rimu. Če je bil Zenobijin sin, je bil verjetno otrok in ni mogel biti Odenatov sin. Zosim ga je opisal kot nepomembnega in neprimernega pet let starega otroka. Macurdy bere Zosimovo besedilo drugače in trdi, da Antioh najverjetneje ni bil Zenobijin sin, ampak iz družine, ki je izkoristila Zenobijino ime za upravičenje svojih zahtev po prestolu.
Herenijan in Timolaj sta kot Zenobijina otroka omenjena samo v Historii Augusti. Herenijan bi lahko bil združitev Hairana in Herodijana, Timolaj pa je verjetno izmišljen, čeprav zgodovinar Dietmar Kienast domneva, da bi lahko bil Vabalat. Po pisanju Historiae Augustae so bili Zenobijini potomci med vladanjem cesarja Valensa (vladal 364–375) rimski plemiči. Evtropij in Hieronim omenjata kraljičine potomce v Rimu v 4. in 5. stoletju. Potomci bi lahko bili otroci Rimljanke, poročene z Zenobijinim sinom, ali so v Rim prišli iz Palmire skupaj z njo. Oboje je vprašljivo.
Zonara je edini zgodovinar, ki omenja tudi Zenobijine hčerke. Ena od njih naj bi bila poročena s cesarjem Avrelijanom, druge pa z vplivnimi Rimljani. Poroka Zenobijeve hčerke s cesarjem je po Southernovem mnenju izmišljena. Druga sporna trditev je sorodstvo sv. Zenobija Firenškega (337-417) s kraljico. Družina bankirjev Girolami je leta 1286 prvič omenila svoje sorodstvo s sv. Zenobijem in trdila, da je preko njega Zenobijina potomka.

## Ocena in zapuščina
Ocenjevanje Zenobije je težavno. Ko je bila moževa oblast ogrožena, je sama pogumno prevzela oblast in zaščitila regijo v vakuumu oblasti po Odenatovi smrti. Po Watsonovem mnenju se Zenobije ne sme obravnavati niti kot "trgovke z naslovi" niti kot nesebične junakinje. Po mnenju zgodovinarja Davida Grafa "je v imenu svojega sina resno prevzela naslove in odgovornosti; njen program ni bil samo bolj ambiciozen, ampak tudi bolj ekumenski in domiseln od Odenatovega".
Zenobija je navdihnila učenjake, akademike, glasbenike in igralce. Njena slava se je razširila na zahod na Bližnjem vzhodu pa je bila popolna. Kot junaško kraljico s tragičnim koncem so jo postavljali ob Klepatro in Budiko. Legende so jo spremenile v idol, ki ga je bilo mogoče reinterpretirati in prilagoditi potrebam pisateljev in zgodovinarjev. Zenobija je postala borec za svobodo, junak zatiranih, nacionalni simbol in vzor vladarice.  Po mnenju zgodovinarja Michaela Rostovtzeffa se je z Zenobijo kot žensko, ki je ustvarila vojaško moč in intelektualni dvor, rada primerjala ruska carica Katarina Velika. V 30. letih prejšnjega stoletja je, zahvaljujoč se egiptovskemu feminističnemu tisku, Zenobija kot močna nacionalna ženska voditeljica postala ikona za bralke ženskih revij v arabsko govorečem svetu.
Njena zapuščina se je najdlje obdržala v Siriji, kjer je kraljica nacionalni simbol. Postala je ikona sirijskih nacionalistov. Svoj kult ima tudi med Sirijci, izobraženimi na Zahodu. Leta 1871 je novinar Salim al-Bustani svoj roman naslovil Zenobia malikat Tadmor (Zenobija, kraljica Palmire). Sirijski nacionalist Ilyas Matar, ki je leta 1874 napisal prvo zgodovino Sirije v arabskem jeziku z naslovom Al-'Uqud al-durriyya fi tarikh al-mamlaka al-Suriyya (Biserna ogrlica v zgodovini Sirijskega kraljestva), je bil navdušen nad Zenobijo in jo vključil v svojo knjigo. Za Materja je bila kraljica upanje za novo Zenobijo, ki bi obnovila nekdanjo veličastnost Sirije. Drugo zgodovino Sirije je leta 1881 napisal Jurji Yanni. V njej je Zenobijo imenoval "hči domovine" in hrepenel po njeni "slavni preteklosti". Yanni je Avrelijana opisal kot tirana, ki je z Zenobijino aretacijo Sirijo prikrajšal za srečo in neodvisnost.
V sodobni Siriji je Zenobija simbol domoljubja. Njena slika se je pojavila na bankovcih, leta 1997 pa je bila glavna oseba v televizijski seriji Al-Ababeed (Anarhija), ki so jo gledali milijoni gledalcev v arabskem svetu. V izraelsko-palestinskih konfliktih, gledanih s sirskega stališča, kraljica simbolizira palestinski "boj za pridobitev pravice do samoodločbe". Zenobija je bila tudi oseba biografije Mustafe Tlassa, nekdanjega ministra za obrambo Sirije in ene najvidnejših sirskih osebnosti.

## Mit, romantika in ljudsko izročilo
Zenobija je bila predmet romantičnih in ideološko usmerjenih biografij starodavnih in sodobnih pisateljev. Najvidnejši primer ideološkega opisa Zenobijinega življenja je Historia Augusta. Njen avtor je sam priznal, da je bil opis namenjen kritiziranju cesarja Galiena. Po Historii Augusti je bil Galien šibek vladar, ker je dovolil ženski, da je vladala delu cesarstva. Zenobija je prikazana kot bolj sposobna vladarica od njega. V življenjepisu Klavdija Gotskega, hvaljenega in zmagovitega cesarja, se kraljičina podoba spremeni. Prikazana je kot zaščitnica vzhodne rimske meje, na katero je Klavdij modro prenesel del svoje oblasti. Ko Historia Augusta pride do Avrelijana, se avtorjev pogled na Zenobijo drastično spremeni. Prikazana je kot pregrešna, predrzna in ponosna strahopetnica. Njena modrost je bila diskrediti Kraljičin spol je za Historio Augusto predstavljal dilemo, ker je vrgel senco na Avrelijanovo zmago nad njo. Avtor je Zenobiji pripisal številne moške lastnosti, da je Avrelijan lahko postal zmagovalec in junak, ki je zatrl nevarno amazonsko kraljico. Zenobija je imela jasen, možat glas, se oblačila kot cesar in ne kot cesarica, jezdila konje, namesto spremljevalk so jo spremljali evnuhi, korakala je s svojo vojsko, pila s svojimi generali, bila previdna z denarjem, v nasprotju s stereotipnimi potrošniškimi navadami njenega spola, in se je ukvarjala z moškimi hobiji, kot je lov.
Giovanni Boccaccio je napisal domišljijsko zgodbo o kraljici iz 14. stoletja, ki je bila v otroštvu razposajenka, ki se je raje pretepala s fanti, se potepala po gozdovih in ubijala koze, kot se igrala kot druge deklice. Tema romantiziranih poročil je bila Zenobijina čistost. Po Historii Augusti  je zaničevala spolni odnos in Odaenatu dovolila priti v njeno posteljo le zaradi spočetja. Njena cenjena čistost je navdušila nekatere moške zgodovinarje. Edward Gibbon, na primer, je zapisal, da je Zenobija v čistosti in hrabrosti presegla Kleopatro. Po Boccacciu je Zenobija varovala svojo nedolžnost, ko se je kot otrok borila s fanti.
Obiskovalci Palmire v 17. stoletju so ponovno spodbudili romantično zanimanje zahodnega sveta za Zenobijo. Zanimanje je doseglo vrhunec sredi 19. stoletja, ko je lady Hester Stanhope obiskala Palmiro in zapisala, da se meščani obnašajo, ko da je kraljica. Pozdravili naj bi jo s petjem in plesom, na mestnih stebrih pa so stali beduinski bojevniki. O njej so pisali tudi biografi, romanopisci in dramatiki 20. stoletja.

## Izbrani kulturni prikazi
- Kipi

- Harriet Hosmer !857):  Zenobija, kraljica Palmire; kip je razstavljen na Institutu za umetnost Čikaga
- Harriet Hosmer (1859): Zenobja v verigah; izdelana sta bila dva kipa; eden od njiju je v Huntingtonski knjižnici, drugi pa v Muzeju umetnosti St. Louisa

- Književnost

- Chaucer pripoveduje zgoščeno zgodbo o Zenobiji v The Monk's Tale v eni od svojih nanizank tragedij
- Pedro Calderón de la Barca (1625): La gran Cenobia
- François Hédelin (1647): Zénobie, tragédie. Où la vérité de l'Histoire est conservée dans l'observation des plus rigoureuses règles du Poème Dramatique
- Adelaide O'Keeffe (1814): Zenobia, Queen of Palmyra; a Narrative, Founded on History
- Alexander Baron  (1956): The Queen of the East
- Bernard Simiot (1978): Moi, Zénobie reine de Palmyre
- Judith Weingarten (2006): The Chronicle of Zenobia.

- Slike

- Giovanni Battista Tiepolo (zgodnje 18. stoletje): Kraljica Zenobija nagovarja svoje vojake
- Herbert Gustave Schmalz (1888): Zadnji pogled kraljice Zenobije na Palmiro

- Opere

- Tomaso Albinoni (1694): Zenobija; skladateljeva prva opera
- Leonardo Leo (1725): Zenobija v Palmiri
- Johann Adolph Hasse (1761):  Zenobija
- Pasquale Anfossi (1789): Zenobija v Palmiri'
- Giovanni Paisiello (1790): Zenobija v Palmiri
- Gioachino Rossini (1813): Avrelijan v Palmiri
- Silas G. Pratt (1882): Zenobija, kraljica Palmire
- Mansour Rahbani (2007): Zenobija

- Igra

- Nick Dear (1995): Zenobija

- Pesem

- Bratje Rabhani (1971): Zenobija v muziklu Nas Min Waraq (Ljudstvo papirja)

- Film

- Nel Segno di Roma (V znamenju Rima), italijanski film iz leta 1959 z Anito Ekberg v vlogi Zenobije

- Televizija

- Al-Ababeed (1997), sirijska televizijska serija